# Noccaea pumila
Noccaea pumila là một loài thực vật có hoa trong họ Cải. Loài này được Steud. mô tả khoa học đầu tiên.